# 卡尼亚克
卡尼亚克（法語：Canilhac，法語發音：[kanijak]）是法国洛泽尔省的一个旧市镇，属于芒德区。2016年，卡尼亚克与市镇巴纳萨克合并为新市镇巴纳萨克-卡尼亚克。

## 地理
卡尼亚克（44°25'25"N, 3°9'1"E）面积7.27 平方千米，位于法国奧克西塔尼大區洛泽尔省，该省份为法国南部内陆省份，北起上盧瓦爾省和康塔爾省，西接阿韦龙省，南至加尔省，东临阿尔代什省。
与卡尼亚克接壤的市镇（或旧市镇、城区）包括：康帕尼亚克、圣洛朗多尔特、圣皮埃尔德诺加雷、巴纳萨克、拉蒂约勒。

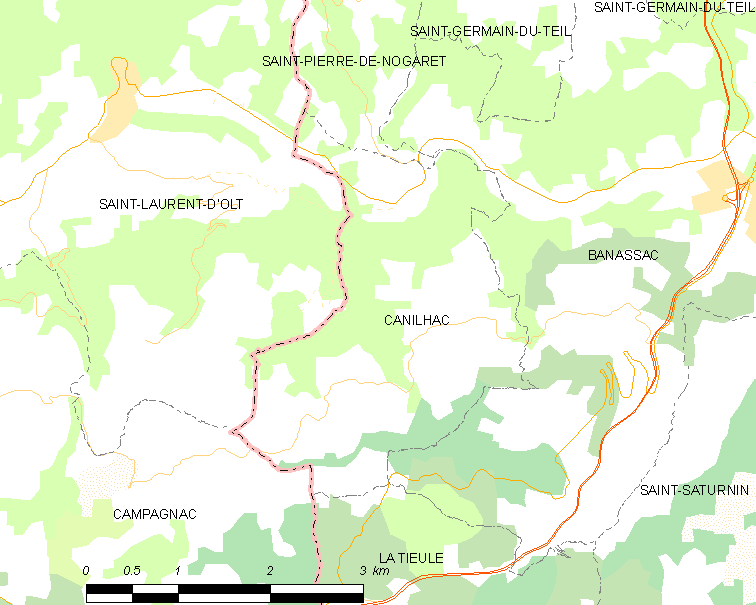
卡尼亚克的OSM定位图

卡尼亚克的时区为UTC+01:00、UTC+02:00（夏令时）。

## 行政
卡尼亚克的邮政编码为48500，INSEE市镇编码为48033。

## 政治
卡尼亚克所属的省级选区为拉卡努尔格县。

## 人口

1962-2008年间卡尼亚克人口变化图示

卡尼亚克于2013时的人口数量为164人。